# Yoshio Nishina

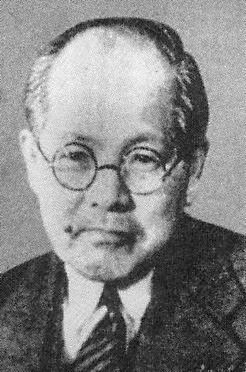
Yoshio Nishina

Yoshio Nishina (Japans: 仁科芳雄, Nishina Yoshio) (Satosho, 6 december 1890 - ?, 10 januari 1951) was een Japanse fysicus. Nishina was een vriend van Niels Bohr en medewerker van Albert Einstein. Tijdens de Tweede Wereldoorlog was hij hoofd van het Japanse atoomwapenprogramma. Hij was mede-auteur van de Klein-Nishina formule.

## Loopbaan
Na zijn studie werd hij staflid van RIKEN, een instituut voor natuurkundig en scheikundig onderzoek in Tokio. In 1921 ging hij naar Europa voor onderzoek. Hij bezocht verschillende universiteiten en instituten, waaronder de universiteit van Kopenhagen, waar hij onderzoek deed met Niels Bohr. 
In 1928 schreef hij met Oskar Klein een artikel over het Compton-effect, met daarin de Klein-Nishina formule. Datzelfde jaar keerde hij terug naar Japan, waar hij zich inspande om het onderzoek naar kwantummechanica te bevorderen. Hij nodigde daartoe verschillende fysici uit, zoals Bohr, Werner Heisenberg en Paul Dirac. 
Vanaf 1931 deed hij in zijn laboratorium op RIKEN onderzoek op het gebied van deeltjesfysica. In 1936 bouwde hij zijn eerste cyclotron, in 1937 volgde een grotere. Tijdens de Tweede Wereldoorlog richtte hij zich op de ontwikkeling van een atoomwapen. In 1945 werden bij bombardementen op Tokio de onderzoekslaboratoria van RIKEN in Komagome verwoest.
In 1946 kreeg hij de Japanse Orde van Culturele Verdienste. 

## Vernoemd
Op de maan is de Nishina-krater naar hem vernoemd.